# Neopanorpa nipalica
Neopanorpa nipalica är en näbbsländeart som först beskrevs av Navás 1910.  Neopanorpa nipalica ingår i släktet Neopanorpa och familjen skorpionsländor. Inga underarter finns listade i Catalogue of Life.